# تصفيات كأس العالم 2022 – إفريقيا المرحلة الثالثة
لعبت مباريات الجولة الثالثة من تصفيات كأس العالم 2022 في الفترة من 25 إلى 29 مارس 2022. تم تقسيم متصدري المجموعات العشر من الدور الثاني إلى خمس مواجهات ذهابًا وإيابًا حسب تصنيف فيفا العالمي لشهر نوفمبر 2021. تأهل الفائزون الخمسة في هذه المباريات إلى نهائيات كأس العالم 2022.

## المنتخبات المتأهلة
| المجموعة         | المتصدر                     |
| ---------------- | --------------------------- |
| المجموعة الأولى  | الجزائر                     |
| المجموعة الثانية | تونس                        |
| المجموعة الثالثة | نيجيريا                     |
| المجموعة الرابعة | الكاميرون                   |
| المجموعة الخامسة | مالي                        |
| المجموعة السادسة | مصر                         |
| المجموعة السابعة | غانا                        |
| المجموعة الثامنة | السنغال                     |
| المجموعة التاسعة | المغرب                      |
| المجموعة العاشرة | جمهورية الكونغو الديمقراطية |

## القرعة
أقيمت القرعة يوم 22 يناير 2022 في مدينة دوالا، الكاميرون، على الساعة 16:00 بالتوقيت المحلي، توقيت غرب أفريقيا (ت ع م+01:00). وُزعت المنتخبات المتأهلة من الدور الثاني إلى مستويين بناءً على تصنيف فيفا العالمي لشهر نوفمبر 2021، حيث ستستضيف منتخبات المستوى الأول نظيرتها من المستوى الثاني مباراة الإياب على ملعبها.
- بالغليظ: تأهل المنتخب لكأس العالم 2022.

| المستوى الأول                                                        | المستوى الثاني                                                                       |
| -------------------------------------------------------------------- | ------------------------------------------------------------------------------------ |
| السنغال (20) · المغرب (28) · الجزائر (29) · تونس (30) · نيجيريا (36) | مصر (45) · الكاميرون (50) · غانا (52) · مالي (53) · جمهورية الكونغو الديمقراطية (64) |

## الملخص
| الفريق الأول                | إجم.         | الفريق الثاني | مباراة الذهاب | مباراة الإياب |
| --------------------------- | ------------ | ------------- | ------------- | ------------- |
| مصر                         | 1–1 (1–3 ج.) | السنغال       | 1–0           | 0–1 (ب.و.إ.)  |
| الكاميرون                   | 2–2 (أ.خ.د)  | الجزائر       | 0–1           | 2–1 (ب.و.إ.)  |
| غانا                        | 1–1 (أ.خ.د)  | نيجيريا       | 0–0           | 1–1           |
| جمهورية الكونغو الديمقراطية | 2–5          | المغرب        | 1–1           | 1–4           |
| مالي                        | 0–1          | تونس          | 0–1           | 0–0           |

## المباريات
| مصر             | 1–0   | السنغال |
| --------------- | ----- | ------- |
| - سيس 4' (ه.ذ.) | تقرير |         |

| السنغال                               | 1–0 (ب.و.إ.) | مصر                            |
| ------------------------------------- | ------------ | ------------------------------ |
| - ديا 3'                              | تقرير        |                                |
| ركلات الترجيح                         |              |                                |
| - كوليبالي - سيس - سار - ديانغ - ماني | 3–1          | - صلاح - زيزو - السولية - محمد |

تأهل منتخب السنغال إلى كأس العالم 2022 بعد الفوز 3–1 بركلات الجزاء الترجيحية.
| الكاميرون | 0–1   | الجزائر       |
| --------- | ----- | ------------- |
|           | تقرير | - سليماني 40' |

| الجزائر     | 1–2 (ب.و.إ.) | الكاميرون                               |
| ----------- | ------------ | --------------------------------------- |
| - توبة 118' | تقرير        | - تشوبو-موتينغ 22' - توكو إكامبي 120+4' |

تأهل منتخب الكاميرون إلى كأس العالم 2022 بفضل قانون الأهداف خارج الديار.
| غانا | 0–0   | نيجيريا |
| ---- | ----- | ------- |
|      | تقرير |         |

| نيجيريا                    | 1–1   | غانا        |
| -------------------------- | ----- | ----------- |
| - تروست-إيكونغ 22' (ركلة.) | تقرير | - بارتي 10' |

تأهل منتخب غانا إلى كأس العالم 2022 بفضل قانون الأهداف خارج الديار.
| جمهورية الكونغو الديمقراطية | 1–1   | المغرب         |
| --------------------------- | ----- | -------------- |
| - ويسا 12'                  | تقرير | - تيسودالي 76' |

| المغرب                                         | 4–1   | جمهورية الكونغو الديمقراطية |
| ---------------------------------------------- | ----- | --------------------------- |
| - أوناحي 21'، 54' - تيسودالي 45+7' - حكيمي 69' | تقرير | - مالونغو 77'               |

تأهل منتخب المغرب إلى كأس العالم 2022 بعد الفوز 5–2 في مجموع المبارتين.
| مالي | 0–1   | تونس                |
| ---- | ----- | ------------------- |
|      | تقرير | - سيساكو 36' (ه.ذ.) |

| تونس | 0–0   | مالي |
| ---- | ----- | ---- |
|      | تقرير |      |

تأهل منتخب تونس إلى كأس العالم 2022 بعد الفوز 1–0 في مجموع المبارتين.

## الهدافون
سُجِّل 16 هدفًا في 10 مباريا، بمتوسط 1.6 هدفاً في المباراة الواحدة.
هدفين
| - إسلام سليماني - أحمد توبة - إريك ماكسيم تشوبو-موتينغ - كارل توكو إكامبي - بين مالونغو | - يوان ويسا - توماس بارتي - أشرف حكيمي - ويليام تروست-إيكونغ - بولايي ديا |

| - موسى سيساكو (ضد تونس) |